# Mycetom

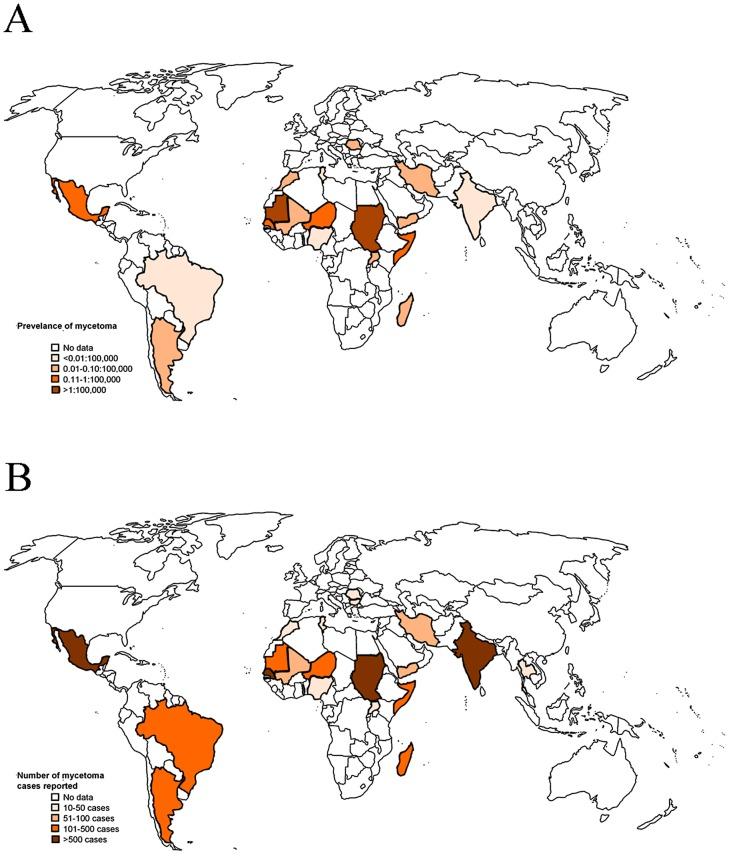
A: Mapa průměrné celosvětové prevalence (respektive incidence) mycetomů k roku 2013 (incidence pro danou zemi a pro příslušný rok je vypočítána jako počet hlášených případů v daném roce na počet obyvatel) B: Mapa průměrného počtu hlášených případů ročně k roku 2013

Lidské onemocnění zvané mycetom (také znám jako Madurova noha – anglicky Madura feet) je chronická lokalizovaná granulomatózní infekce kůže a podkožní tkáně, která se postupně šíří i na kosti a další hluboké struktury. V 80 % případů napadá nohy, případně jiné části dolních končetin.  
Může být způsoben houbou nebo bakterií; v případě houby se jedná o eumycetom a v případě bakterie o actinomycetom. Nejčastější výskyt infekce spadá do tzv. mycetomového pásma, zahrnující Súdán, Somálsko, Senegal, Indii, Jemen, Mexiko, Venezuelu, Kolumbii, Argentinu a další země. Jedná se o tropickou a subtropickou infekci, místa s výskytem epidemií patří do relativně kyselých oblastí s krátkým obdobím dešťů a nízkou humiditou. Světová zdravotnická organizace (World Health Organization) řadí mycetomy mezi jedno ze zanedbaných tropických onemocnění (Neglected tropical diseases – NTDs).

## Infekce

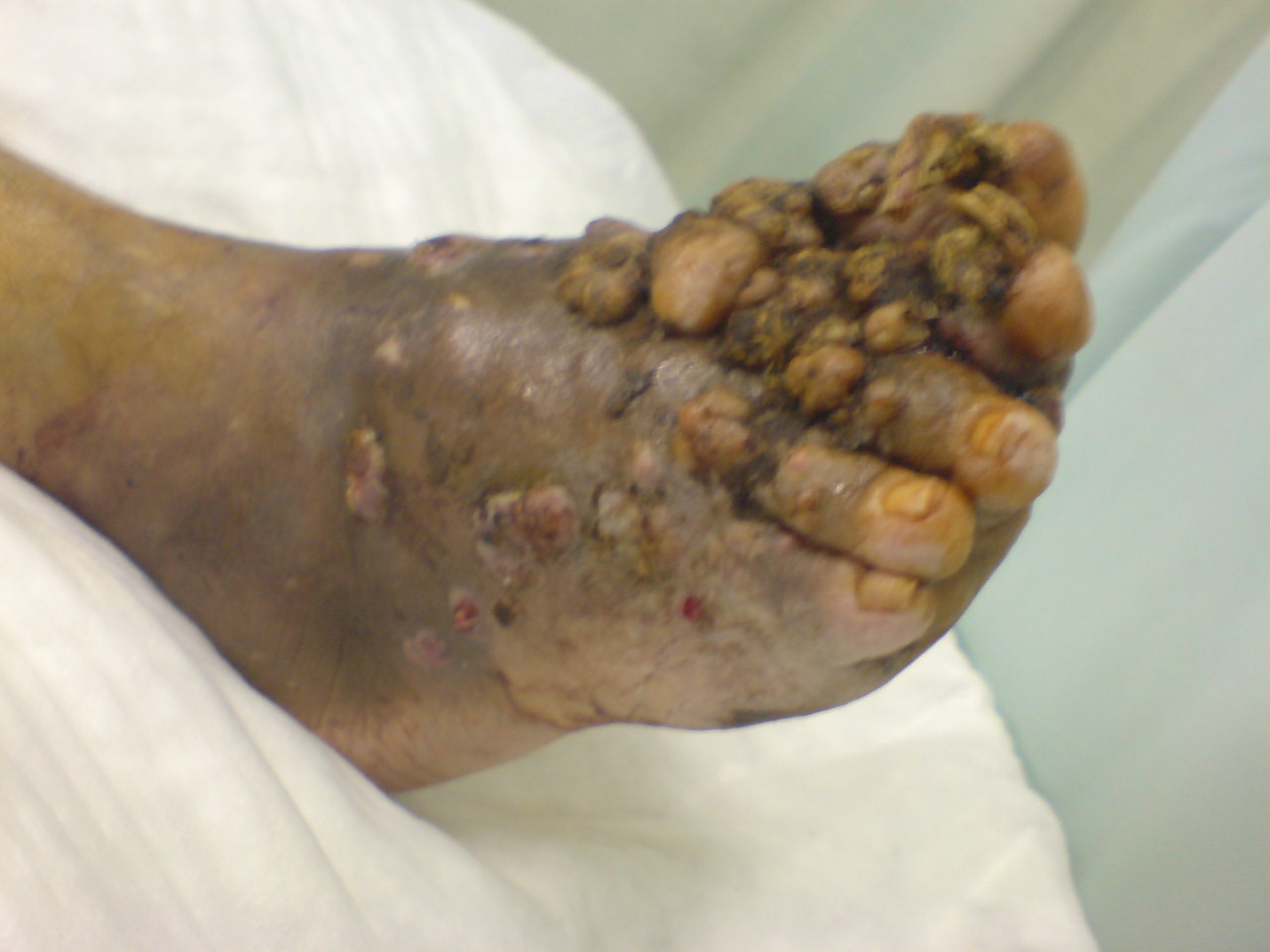

Organismy způsobující mycetomy se nejčastěji vyskytují v půdě nebo ve vodě ve formě odolných stádií. Do těla se dostávají skrze poranění na kůži v oblasti nohou nebo jiných částech těla. Častým zdrojem poranění mohou být např. akáciové stromy, jejichž místa růstu se překrývají s výskytem mycetomů v Súdánu, zemi s jednou z nejvyšších prevalencí. Když akácie uschnou, jejich větve padají na zem a poranění trny může být vstupní branou infekce. Nemoc jako taková není přenosná mezi lidmi ani mezi zvířaty.
Nejčastější původci mycetomů:
- Madurella mycetomatis (houba)
- Nocardia brasiliensis (bakterie)
- Actinomadure madura (bakterie)
- Streptomyces somaliensis (bakterie)
- Actinomadura pelletieri (bakterie)[6]

Výskyt patogenů se liší dle geografické polohy. Eumycetomy jsou četnější v Africe. V Súdánu je nejčastějším původcem (až 70 % případů) houba Madurella mycetomatis. Aktinomycetomy mají vyšší zastoupení v Jižní a Střední Americe, Mexiku a Brazílii, přičemž v posledních dvou jmenovaných je hlavním původcem Nocardia brasiliensis.
Mezi nakaženými se více objevují muži (průměrně v poměru 3,7:1), pravděpodobně v důsledku častějšího vystavení riziku kontaminace při venkovních aktivitách. Nejčastěji se jedná o muže pracující jako farmáři či pastevci. U nakažených žen se projevují mycetomy agresivněji v období těhotenství, v důsledku hormonálních změn a snížení imunitní odpovědi s ním spojených.
Dosud nejlepší známou prevencí je nošení bot a jiných pokrývek nohou, které zamezí zranění a následnému kontaktu s původci mycetomů v půdách či ve vodě.

## Symptomy
Inkubační doba trvá přibližně 3 až 9 měsíců. Bakteriální a houbový mycetom se projevují podobnými symptomy, které se někdy shrnují pojmem mycetomová triáda. Ta zahrnuje lokalizovaný otok, drénující sinusy a přítomnost světlých nebo tmavých granul, která obsahují agregáty příslušných mikroorganismů. Tato granula se v české literatuře také označují jako drůzy. Zpočátku se objevují pevné, ale nebolavé útvary, nejčastěji pod kůží na nohou, ale mohou se objevit kdekoliv na těle. Postupem času se útvary zvětšují a tvoří mokvavé boláky. Typický je serosanguinósní výtok s přítomností granul a hnisu. Dlouhotrvající nákaza může poškodit svalovinu i kost zasažené oblasti. Většina nakažených nepociťuje žádnou bolest ani nepohodlí, v některých případech se může objevovat svědění nebo lehká bolest. Jako daleko bolestivější a nebezpečnější se může stát sekundární infekce, velmi často způsobená Staphylococcus aureus (zlatým stafylokokem).
Aktinomycetomy rychleji progredují a oproti eumycetomům se šíří dříve do dalších tkání. Častěji se také objevují metastatické léze ve vzdálených lymfatických uzlinách.

## Diagnostika
V současné době pro mycetomy existuje mnoho diagnostických metod, které se liší ve své nákladnosti, náročnosti i přesnosti. Jejich specifita a senzitivita záleží rovněž na původci onemocnění. Jelikož jde o NTD, pro přesnější metody často chybí finanční prostředky a vybavení.

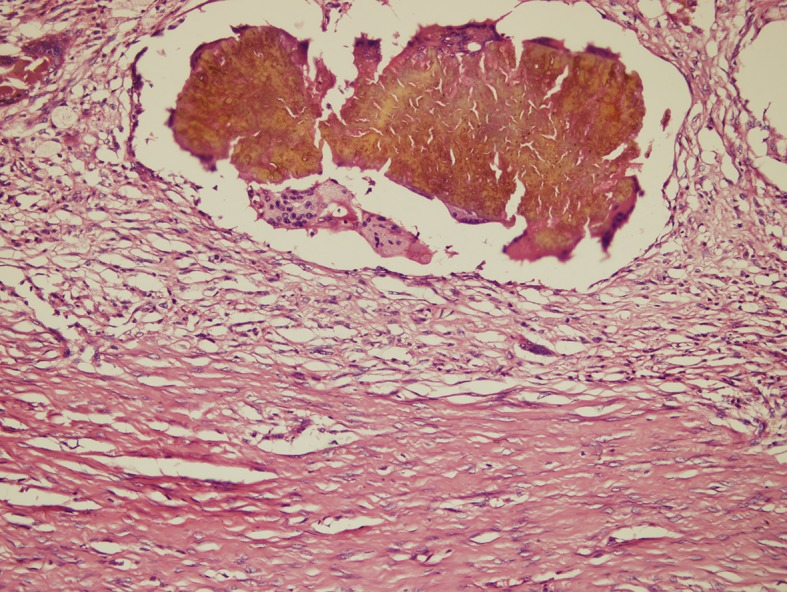
Histologický obraz M. mycetomatis v cytologickém roztěru, Haematoxylin a Eosin x 40

Vhodnou počáteční metodou může být cytologická metoda FNAC (fine-needle aspiration cytology), při které se do léze vnoří jehla a materiál je nasáván s použitím pohybů nejméně ve třech různých směrech. Vzorek obsahuje krev, díky které vznikne sraženina, jež se dále zpracovává fixací a barví se hematoxylinem a eosinem. Následně je zkoumána morfologie granul. Metoda je rychlá a finančně nenákladná, provedení odběru, zpracování a vyhodnocení vyžaduje v průměru jeden den.
Izolace granul může být provedena také histopatologicky, tedy s využitím chirurgické biopsie. Tato metoda má obecně vyšší specifitu a senzitivitu, například v případě identifikace M. mycetomatis jde o senzitivitu 95,2 % a specifitu 95,4 % oproti FNAC, jejíž senzitivita byla 80,5 % a specifita 88,4 %. Průměrná doba čekání na výsledky vyšetření je o něco delší, tj. 3 dny. Metoda je invazivnější a měla by se provádět v celkové nebo spinální anestezii, jelikož na základě vnějšího vzhledu lézí nelze s jistotou odhadnout vhodné místo zákroku a metoda je pod lokální anestezií bolestivá a nespolehlivá.

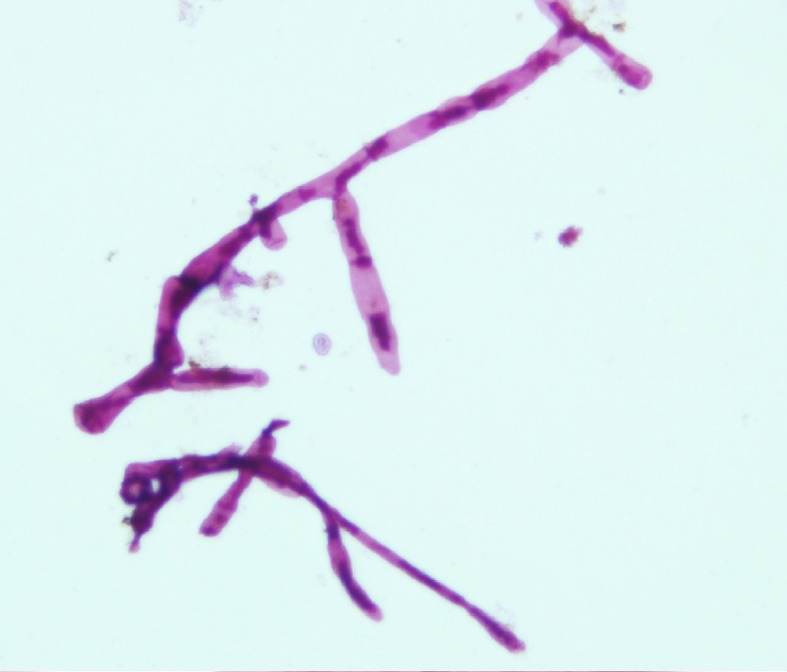
Hyfy M. mycetomatis v přímé mikroskopii s využitím KOH

Nejrychlejší metodou je mikroskopie granul získaných z hnisu. Tato metoda využívá 10% KOH ke štěpení hlenu a keratinu. V barveném preparátu roztlaku granul jsou hledány hyfy a spory. Metoda však nemá dostatečnou specifitu a sama k diagnostice nestačí.

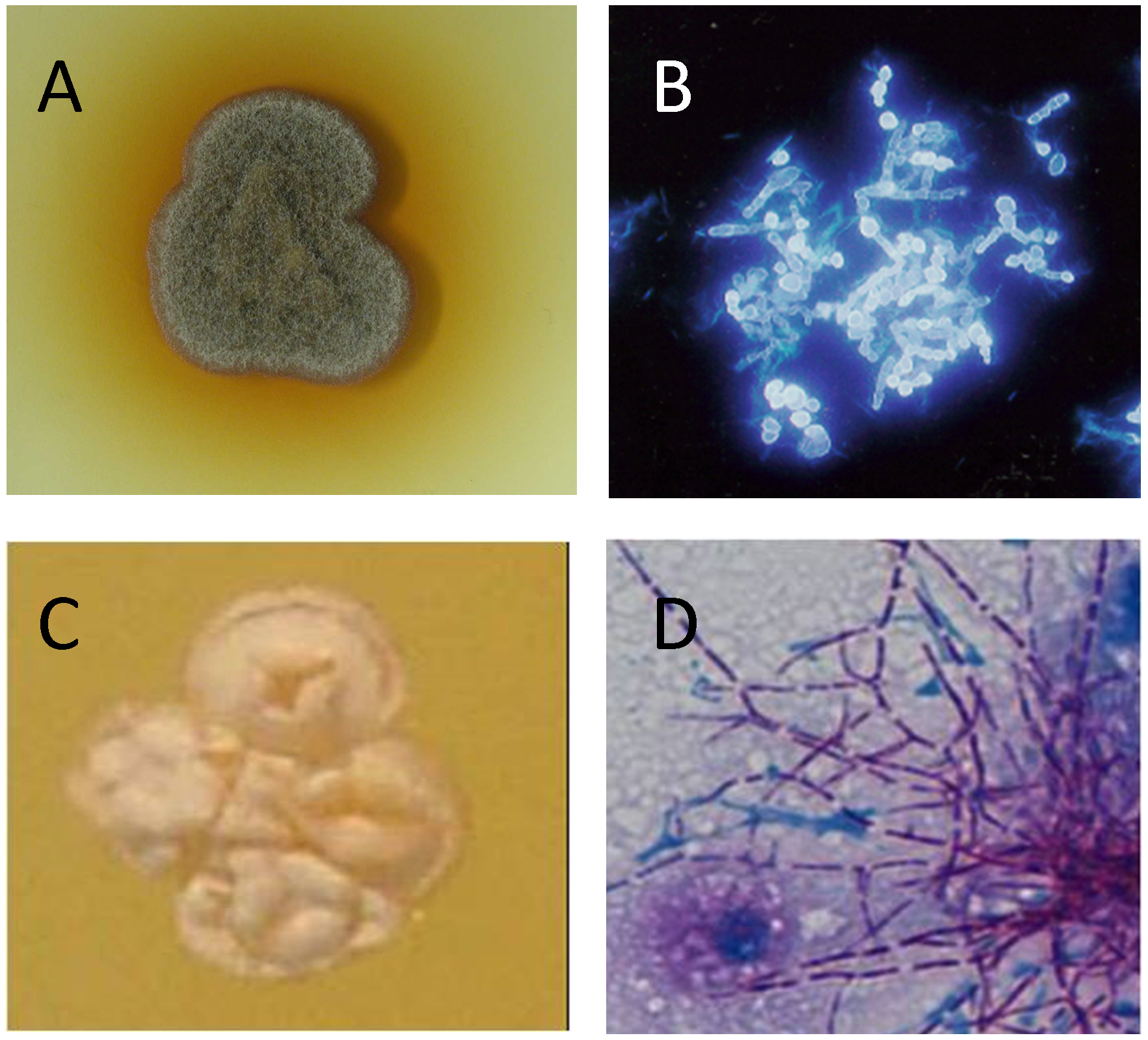
A: kultura Madurella mycetomatis. B: M. mycetomatis pod mikroskopem, barveno kalkofluorovou bělobou. C: kultura N. brasiliensis. D: N. brasiliensis pod mikroskopem.

Za zlatý standard bývá považováno pěstování kultur. Granula by měla být získána biopsií, neboť jinak hrozí vyšší riziko kontaminace. Zatímco původci aktinomycetomů vyžadují médium bez přidaných antibiotik, u eumycetomových kultur se přidává penicilin, streptomycin aj. Pro identifikaci se používá morfologie a různé ukazatele biologické aktivity (pro příklad můžeme zmínit produkci dusíkatých sloučenin nebo proteolytickou aktivitu). Metoda je časově náročná a vyžaduje přibližně 3 týdny. Další nevýhodou je riziko kontaminace kultur.
Další metodou je sérodiagnostika, která však nebývá příliš vhodná z důvodu dlouhé přípravy antigenů a nízké diagnostické přesnosti často způsobené křížovou reaktivitou.  Záleží však opět na infekčním agens, například pro diagnostiku N. brasiliensis může být ELISA s detekcí p24 purifikovaného proteinu spolehlivou metodou a může sloužit také ke sledování terapeutické odpovědi.

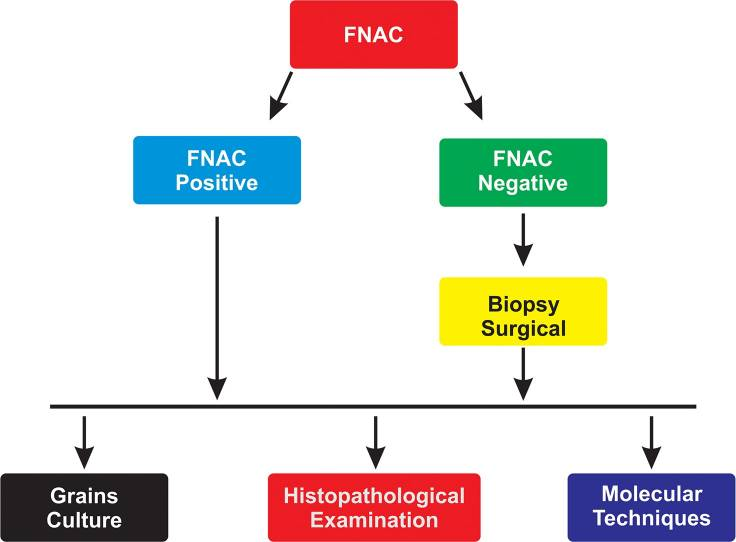
Postup při diagnostice mycetomu

Pro metody molekulární diagnostiky je charakteristická vysoká přesnost a nákladnost, kvůli které nejsou rozšířené v terénu. Pro aktinomycety se využívá například 16S rRNA genové sekvenování nebo specifické PCR s analýzou produktů za využití restrikčních endonukleáz. Metody identifikace eumycetomových agens porovnávají sekvenované ITS (internal transcribed spacer) se sekvencemi v GenBank databázi. Finančně nenáročnou a vysoce specifickou metodou je RCA (rolling circle amplification), při které se provádí amplifikace ITS. Identifikace je založena na následné hybridizaci s dvěma druhově-specifickými 20nukleotidovými jednovláknovými úseky DNA spojenými linker sekvencí (jde o tzv. padlock probes). Bohužel však v zemích výskytu nemoci často chybí pro metodu nezbytný termocykler.
Ahmed a kol. v roce 2017 vypracovali schéma doporučeného postupu diagnostiky. Při negativním výsledku FNAC se využívá chirurgická biopsie pro získání granul. Následně se využívají přesnější metody dle možností laboratoře.

## Léčba
Bakteriální mycetom se dá léčit pomocí antibiotik a léčba bývá vysoce úspěšná. Nejčastěji užívanou kombinací je léčba streptomycinem intramuskulárně a kotrimoxazolem (TMP/SMX) nebo dapsonem. V případě rozsáhlých infekcí se užívá kombinace kotrimoxazolu a amikacinu. V léčbě je vhodné také vyšetřit a zohlednit citlivost dané bakterie k antibiotikům, jelikož rezistence se může lišit v závislosti na lokalitě.   
Naproti tomu houbový mycetom je ve své léčbě složitější, jelikož přípravky proti houbovým onemocněním nemusí vždy účinkovat. Ve většině případů se tedy kombinují s chirurgickým odstraněním lézí. První volbou jsou triazolová antimykotika. Cenově nejdostupnějším je itrakonazol, který se podává několik týdnů před operačním zákrokem a následně několik měsíců až let poté. V případě rozsáhlých mycetomů se takových zákroků provádí více.